# Phryxe heraclei
Phryxe heraclei är en tvåvingeart som först beskrevs av Johann Wilhelm Meigen 1824.  Phryxe heraclei ingår i släktet Phryxe och familjen parasitflugor. Arten har ej påträffats i Sverige. Inga underarter finns listade i Catalogue of Life.